# Älvängen
Älvängen, anciennement nommée Elfängen, est une localité suédoise de la commune d'Ale dans le comté de Västra Götaland en Suède. Elle fait partie du Grand Göteborg.

## Personnalités liées à la localité
- Le footballeur Pontus Dahlberg est né à Älvängen.
- Le joueur de League of Legends Martin "Rekkles" Larsson est né à Älvängen.